# Georg Peter Bruckmann

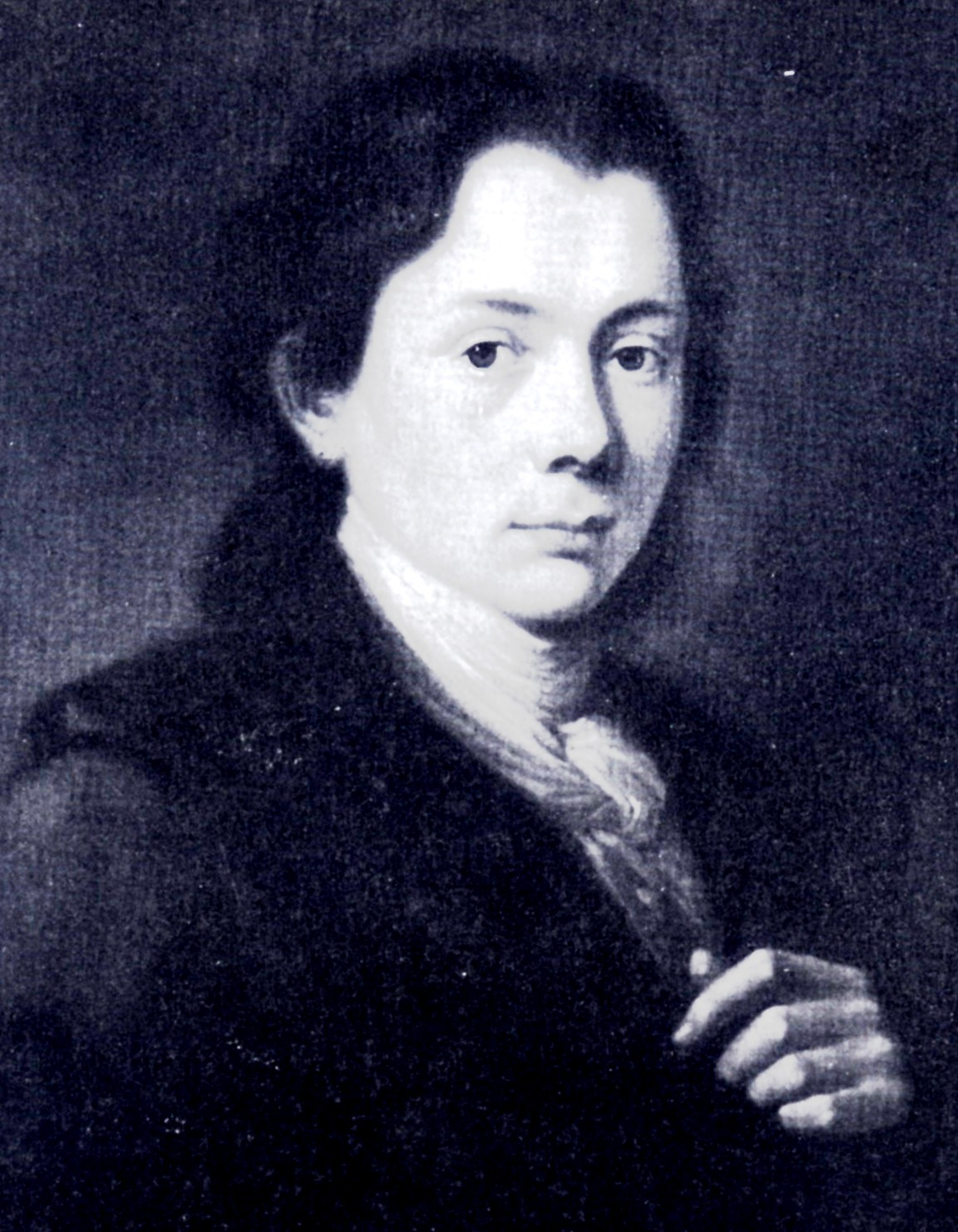
Georg Peter Bruckmann

Georg Peter Bruckmann (* 10. Juni 1778 in Heilbronn; † 4. Dezember 1850 ebenda) war ein deutscher Unternehmer und Gründer der Silberwarenfabrik Peter Bruckmann & Söhne in Heilbronn. Da er als Erster Silberwaren maschinell in Großproduktion fertigte, gilt er als Begründer der deutschen Silberwarenindustrie.

## Leben
Bruckmann wurde 1778 als Sohn des Heilbronner Silberschmieds Johann Dietrich Bruckmann (1736–1807) und dessen Frau Johanna Susanne Bruckmann geborene Drauz geboren. Er war ein Enkel des 1725 in das Heilbronner Bürgerrecht aufgenommenen Kaufmanns Hermann Dietrich Brockmann (1697–1745) aus Hemer bei Iserlohn in Westfalen, der die Heilbronner Familie Bruckmann begründete, und ein Cousin des Stadtschultheißen Johann Clemens Bruckmann.
Bruckmann absolvierte zunächst eine Lehre im elterlichen Betrieb und begab sich dann auf Wanderschaft. In Wien besuchte er den Zeichenkurs an der Akademie der bildenden Künste, die zu jener Zeit von dem Heilbronner Heinrich Friedrich Füger geleitet wurde. An der Académie Julienne in Paris erlernte er das Schneiden von Prägestempeln. In Genf wurde er mit der Bijouterie vertraut. Zurück in Heilbronn übernahm er gemeinsam mit dem später wieder ausgeschiedenen Karl Seeger im Jahr 1805 den väterlichen Betrieb. Noch vor Einsetzen der Industrialisierung im Königreich Württemberg formte er den Betrieb zu einer Fabrik um, indem er alle Einzelteile für die dort gefertigten Silberwaren künftig selbst herstellte, anstelle wie zuvor Zierteile aus Frankreich zu importieren. Mit seinen maschinell und in Großproduktion gefertigten Silberwaren, vornehmlich Bestecken, begründete er die deutsche Silberwarenindustrie.
Zu Bruckmanns Erfolg trugen insbesondere seine Ansprüche an Qualität und Gestaltung der Waren bei. Zu seinen engsten Mitarbeitern zählte ab 1819 der spätere Stuttgarter Akademieprofessor Conrad Weitbrecht. 1842 stiftete Bruckmann 10.000 Gulden zum Bau einer eigenen Zeichen- und Modellierschule, aus der sich später die Heilbronner Berufsschule entwickelte.
Im Haus Bruckmanns fand ein vielseitiges kulturelles Leben statt. Sowohl Bruckmann als auch eine seiner Ehefrauen sowie mehrere Töchter galten als musikalisch begabt. Bruckmann war Bewunderer des Bildhauers Johann Heinrich Dannecker und richtete ein Zimmer nahe seiner Werkstatt mit Abgüssen von dessen Werken ein. Er besaß außerdem eine umfangreiche Sammlung alter Stiche, die er u. a. von den Brüdern Sulpiz und Melchior Boisserée bezog, die häufig in seinem Haus zu Gast waren. Zu den weiteren häufigen Gästen zählte der Gräßle-Gesellschaft genannte Freundeskreis um Justinus Kerner.
Bruckmann war in erster Ehe ab 1804 mit der Bankierstochter Adelaide Josephine Wencelius (1779–1813) verheiratet. Dieser Ehe entstammten ein Sohn und drei Töchter. Nach dem Tod der ersten Frau heiratete er am 11. September 1815 in Zürich Johanna Henriette Friederike Madepohl (1794–1862), die Tochter des Hafenmeisters von Riga. Dieser Ehe entstammten weitere neun Söhne und vier Töchter. Das Grabmal von Georg Peter Bruckmann befindet sich auf dem Alten Friedhof in Heilbronn.
Das von Bruckmann gegründete Unternehmen erlangte überregionale Bedeutung und verblieb über vier Generationen in Familienbesitz, bevor es 1968 verkauft und 1973 geschlossen wurde. Ein Enkel Bruckmanns, Peter Bruckmann, war Mitbegründer und zwischen 1909 und 1932 zweimal Vorsitzender des Deutschen Werkbunds.

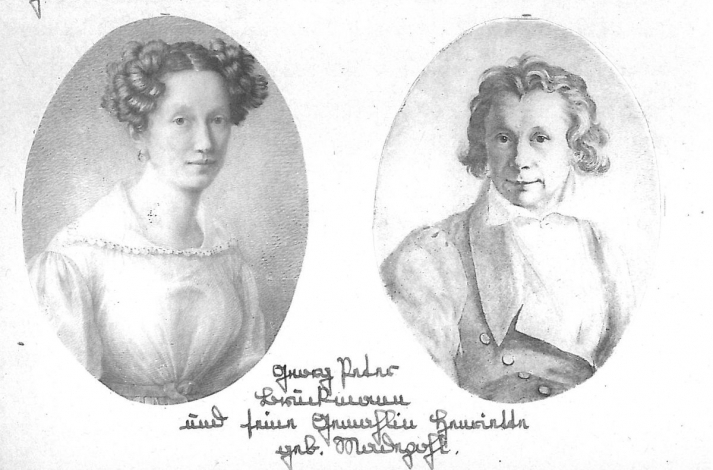
Jugendporträts Bruckmanns und seiner zweiten Frau Henriette
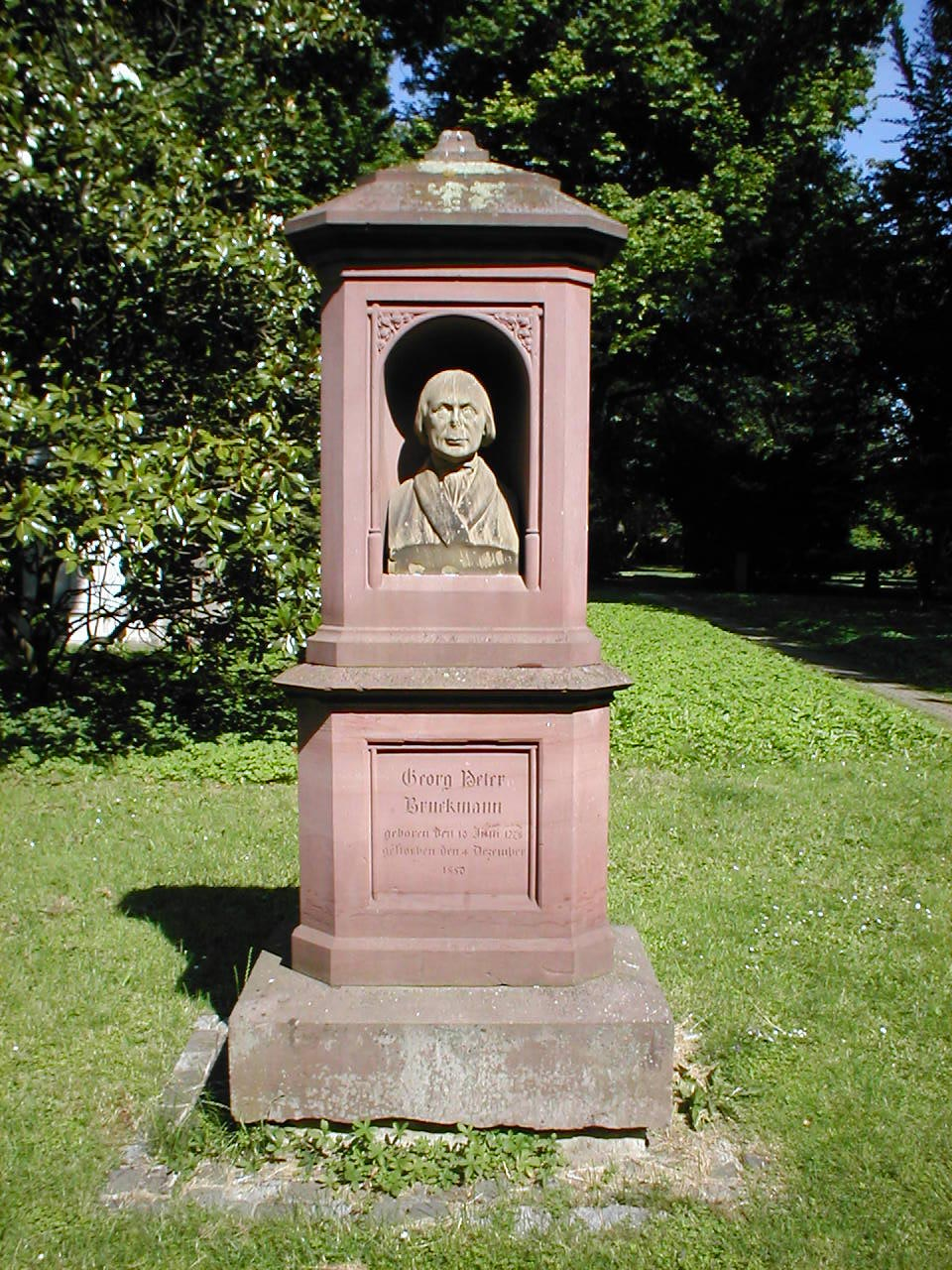
Bruckmann-Grabmal